# Calycopsis typa
Calycopsis typa is een hydroïdpoliep uit de familie Bythotiaridae. De poliep komt uit het geslacht Calycopsis. Calycopsis typa werd in 1882 voor het eerst wetenschappelijk beschreven door Fewkes. 